# Erannis legrasi
Erannis legrasi är en fjärilsart som beskrevs av Dumont 1929. Erannis legrasi ingår i släktet Erannis och familjen mätare. Inga underarter finns listade i Catalogue of Life.